# S/S Stockholm (1871)
S/S Stockholm var ett passagerarfartyg  byggt 1871 för Stockholms Ångfartygs Rederibolag och sålt till Stockholms Rederi AB Svea 1907. Fartyget bytte 1909 namn till Vale för att undvika förväxling med övriga fartyg med samma namn, främst rederiet HM Gehrkrokens ångare Stockholm. Fartyget sålt till Oy Wärtsilä Ab 1933 för ombyggnad till pråm.